# Labarthe-Bleys
Labarthe-Bleys település Franciaországban, Tarn megyében. Lakosainak száma 73 fő (2022. január 1.). Labarthe-Bleys Les Cabannes, Marnaves, Mouzieys-Panens, Tonnac és Vindrac-Alayrac községekkel határos.

## Népesség
A település népességének változása:
| Lakosok száma | 78   | 75   | 76   | 75   | 76   | 77   | 76   | 75   | 73   |
|               | 2013 | 2015 | 2016 | 2017 | 2018 | 2019 | 2020 | 2021 | 2022 |